# Andy (Musiker)

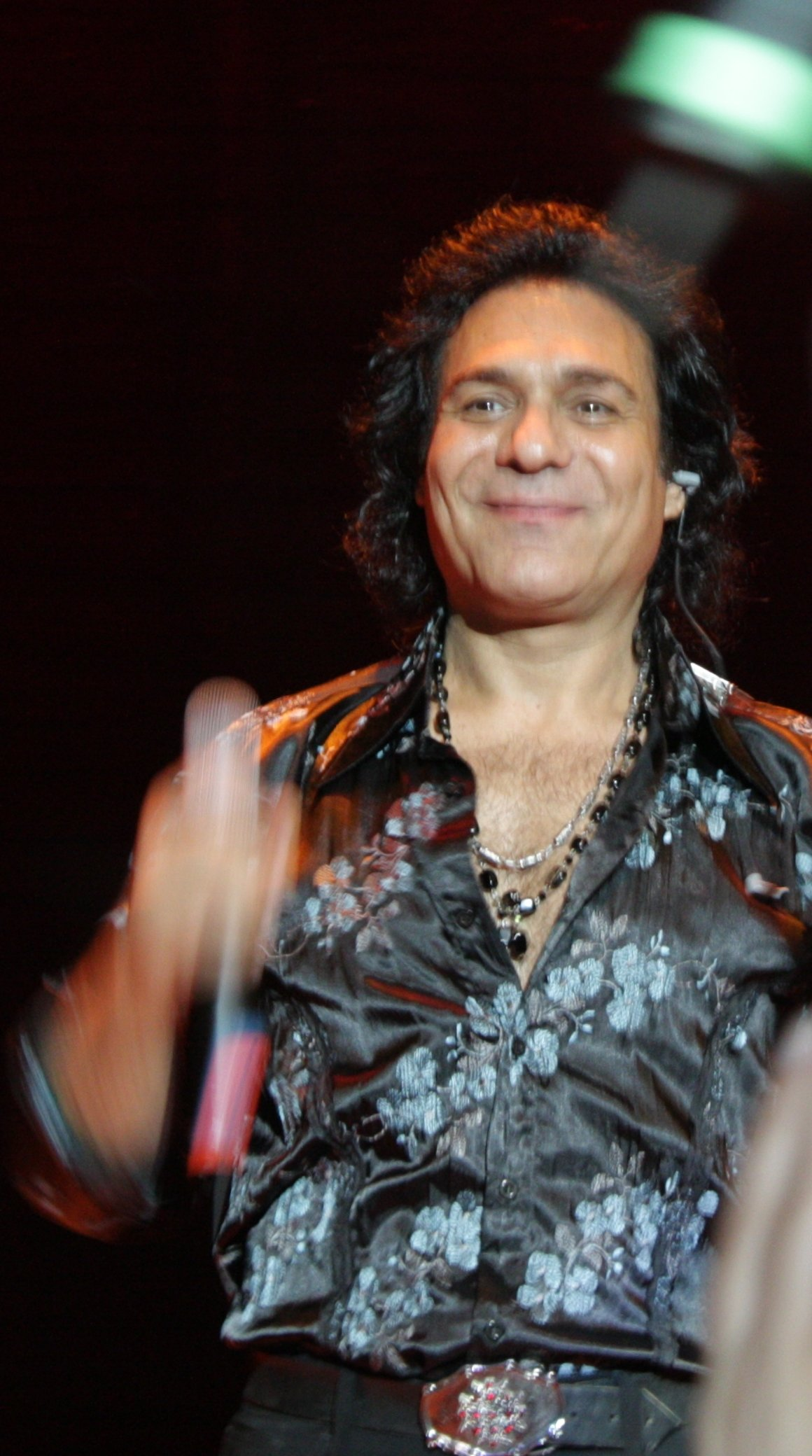
Andy bei einem Konzert in Washington, D.C., Januar 2009

Andranik Madadian (persisch آندرانیک مددیان; armenisch Անդրանիկ Մադադյան, geboren am 21. April 1958 in Teheran), bekannt unter seinem Sängernamen Andy, ist ein iranisch-armenischer Sänger-Liedermacher und Schauspieler. Er ist der erste iranische Sänger, der die Ellis Island Medal of Honor erhalten hat. Im Januar 2020 wurde auf dem Hollywood Walk of Fame in Los Angeles ein nach ihm benannter Stern aufgestellt, er wird der erste Iraner, dem diese Ehre zuteilwird.

## Leben

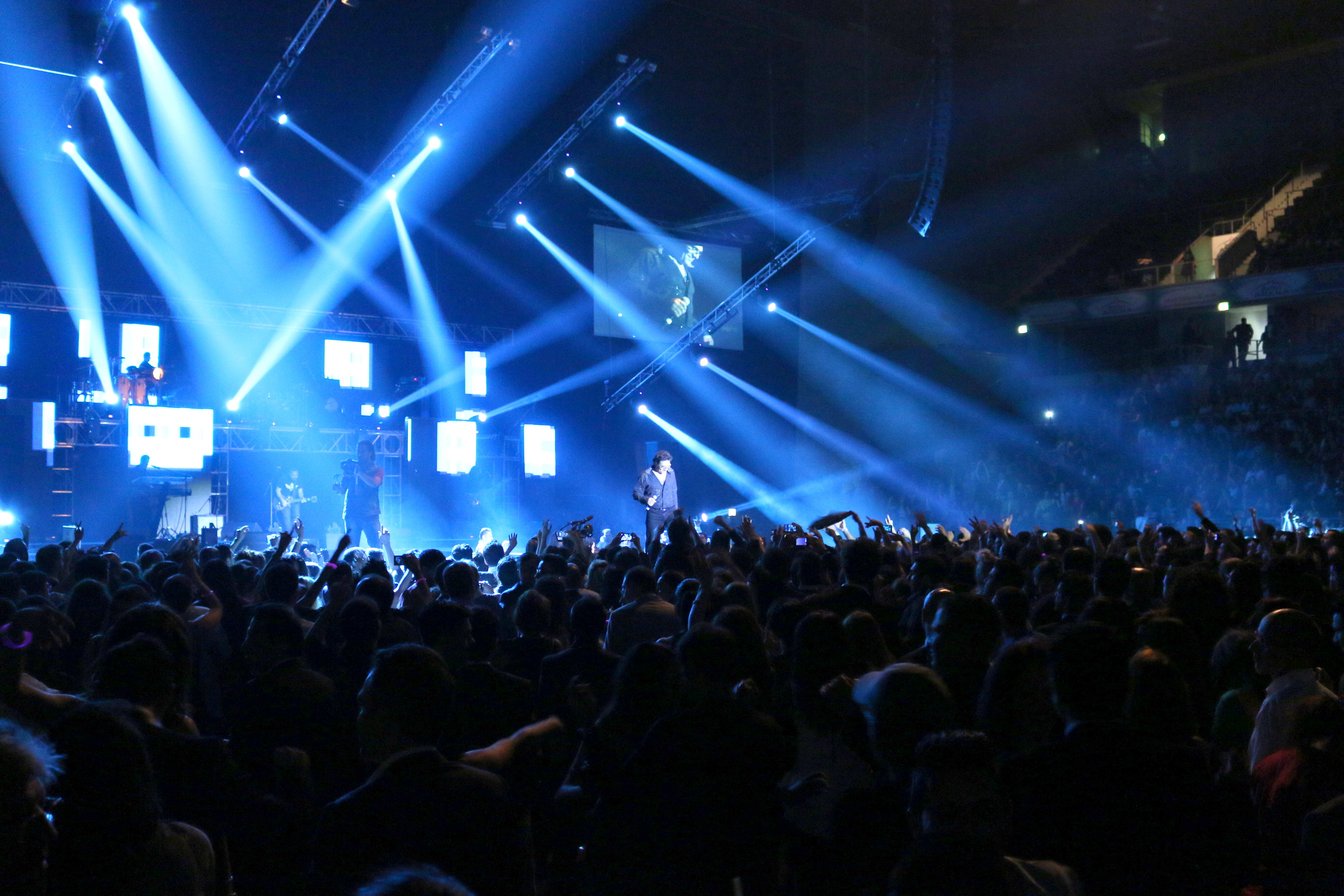
Andy Rudolf Weber-Arena, März 2014

Andranik wurde am 23. Mai 1958 in einer christlichen Familie in der Nachbarschaft von Villa in Teheran geboren und wuchs in Majidiyeh, Teheran, auf. Er begann seine Karriere mit Kouros Shahmiri. Beide waren Gitarristen von Shahram Shabpareh, der die Gruppe nach und nach verließ. Sie nahmen 4 Alben zusammen auf. Aber für weitere Fortschritte trennten sie sich und sangen alleine. Ihre Freundschaft hält jedoch bis heute an.
Während seiner Karriere arbeitete er mit vielen Sängern zusammen, darunter La Toya Jackson, Jon Bon Jovi und Cheb Khaled.
2011 heiratete er seine langjährige Freundin, die amerikanische Sängerin, Tänzerin und Model Shani Rigsbee.

## Diskografie

### Singles (Auswahl)
- Khodaye Asemoonha (mit Kouros)
- Dokhtare Hamsayeh (mit Kouros)
- Shaytoon Balla (mit Kouros)
- Niloofar (mit Kouros)
- 1992: Ameneh
- 1992: Dokhtar Irooni
- 1996: Tavalod
- 1996: Dokhtaré Bandar
- 2002: Che Khoshgel Shodi
- 2006: Daram Miram Beh Tehran
- 2006: Khoshgela Bayad Beraghsand
- 2013: Hana
- 2013: Che Ehsaseh Ghashangi
- 2016: Tehran (mit La Toya Jackson)
- 2019: Nazanin (mit Tohi)
- 2022: Salama So Good (mit Cheb Khaled)